# Tangale (Sprache)
Tangale, Selbstbezeichnung taŋlɛ, ist eine von über 100.000 Menschen im Nordosten Nigerias gesprochene Sprache. Das Sprachgebiet liegt in der Region der Städte Billiri (auf tangale Taŋlɛ, identisch mit dem Sprachnamen) und Kaltungo (auf tangale Kaldiŋo). Das Tangale gehört zur Familie der Tschadischen Sprachen und dort zur Untergruppe der westtschadischen Sprachen. Die dominierende überregionale Sprache in der Region ist das Hausa, ebenfalls eine westtschadische Sprache.

## Lautsystem

### Konsonanten
|                    | Labiale | Dentale | Palatale | Velare |
| ------------------ | ------- | ------- | -------- | ------ |
| stimmlose Plosive  | p       | t       |          | k      |
| stimmhafte Plosive | b       | d       | j        | g      |
| Implosive          | ɓ       | ɗ       |          |        |
| Nasale             | m       | n       | ɲ        | ŋ      |

Dazu kommen die Frikative s und z, die Sonoranten r und l, die Glides w und y, eingeschränkt auch die Glottale ʔ und h, sowie marginal in Fremdwörtern auch ʃ und gb (dieses fast nur in dem Wort gbɔmɔ „zehn“).
Wie sich aus entsprechenden Lautwechseln ergibt, stellt strukturell j die stimmhafte Entsprechung zu s dar. ʔ ist im Wesentlichen eine Realisierung von ɓ oder ɗ am Silbenende.
Am Wortanfang ist der Kontrast zwischen stimmhaften Plosiven und Implosiven aufgehoben, d. h. beide fallen zusammen. Möglicherweise wäre statt b- und d- am Wortanfang (so die gängige Orthographie) besser ɓ- und ɗ- zu schreiben.
Nur wenige Konsonantenverbindungen können am Wortanfang auftreten, z. B.:
- mbába „Esel“
- njó „wo?“
- swat „sauber“
- kwaɗɛ „aufhören“

Es könnte sich daher anbieten, diese Verbindungen als separate Phoneme zu analysieren.

### Vokale und Vokalharmonie
Das Tangale besitzt 9 Vokalphoneme, die sich in zwei Reihen gliedern, welche sich in dem Merkmal ± „advanced tongue root (ATR)“ unterscheiden:
| −ATR | a | ɛ | ɪ | ɔ | ʊ |
| +ATR |   | e | i | o | u |

Die hier gewählten IPA-Symbole sind nur approximativ und sollen den akustischen Eindruck annähern, den Europäer von diesen Vokalen haben.
Das Tangale besitzt Vokalharmonie bezüglich dieser beiden Reihen: Innerhalb eines Wortes müssen alle Vokale entweder −ATR oder +ATR sein. Daher besitzen alle grammatischen Affixe zwei Varianten, jeweils eine der Form −ATR und eine der Form +ATR. Der Vokal a gilt als neutral und kann mit jedem anderen Vokal kombiniert werden.
Wörter mit dem Merkmal −ATR sind insgesamt etwas häufiger.
Sowohl Konsonanten als auch Vokale kommen kurz und lang vor.

### Töne
Das Tangale ist eine Tonsprache. Die meisten Silben haben einen Tiefton (man könnte auch sagen: neutralen Ton) und werden hier nicht markiert. Manche Silben haben einen Hochton und werden hier mit Akut markiert: á. Nur in wortletzten Silben kommt schließlich noch ein fallender Ton vor, der hier mit Zirkumflex markiert wird: â.
In manchen Fällen greift ein Hochton auf eine benachbarte Silbe (auch eines anderen Wortes) über und ruft dort ebenfalls einen Hochton hervor. Dies ist noch nicht genauer erforscht.

### Kontextform
Wie in einigen anderen tschadischen Sprachen können auch im Tangale vokalisch auslautende Wörter ihren Endvokal im Satzkontext verlieren, was hier als Kontextform bezeichnet wird. Das Phänomen ist im Tangale auf bestimmte Zusammenhänge begrenzt: In die Kontextform tritt insbesondere das Substantiv vor einem folgenden Genitiv sowie das Verb vor einem folgenden Objekt (nicht aber das Subjekt vor einem folgenden Verb). Beispiele werden bei der Behandlung der betreffenden Konstruktionen geliefert.

## Personal- und Possessivpronomen
Unseren Personal- und Possessivpronomina entsprechen folgende Formen:
|                            | selbständiges Pronomen | Possessivsuffix | Objektssuffix |
| 1.sg. „ich“                | na                     | -nɔ/no          | -ʊ́nɔ/úno      |
| 1.pl. „wir“                | mɪnɪ́́                   | -mʊ/mu          | -ámʊ/ámu      |
| 2.sg.mask. „du“            | ká                     | -kɔ/ko          | -ʊ́kɔ/úko      |
| 2.sg.fem. „du“             | sɪ́́                     | -sɪ/si          | -ɪ́́sɪ/ísi      |
| 2.pl. „ihr“                | magá ~ máa             | -kʊ/ku          | -ákʊ/áku      |
| 3.sg.mask. „er“            | yi                     | -nɪ/ni          | -ɪ́́nɪ/íni      |
| 3.sg.fem. „sie“            | ta                     | -tɔ/to          | -ʊ́tɔ/úto      |
| 3.pl. „sie“                | hiní ~ yiní            | -wʊ/wu          | -áwʊ/áwu      |
| 3.sg.mask. „er“ (Langform) | mbɛ́ɛndâm               |                 |               |
| 3.sg.fem. „sie“ (Langform) | mbáastâm               |                 |               |
| 3.pl. „sie“ (Langform)     | mbíindâm ~ anambɛɛna   |                 |               |

Die selbständigen Formen gebraucht man:
- in Isolation
- (ggf. leicht verändert) vor dem Verb zur Subjektsbezeichnung
- nach Präpositionen

In der 3. Person bestehen Kurzformen und Langformen. Die Verwendung der Kurzformen ist sehr eingeschränkt. Sie stehen nach Präpositionen sowie in bestimmten abhängigen Sätzen im Fall von Koreferenz mit einem Element im übergeordneten Satz:
mbɛ́ɛndáŋ gáa yi yáà-m
er.LANG sagte er.KURZ tun-nicht
„er sagte, er werde es nicht tun“
(Der Hauptsatz muss das Pronomen der Langform gebrauchen, im abhängigen Satz kann dann mit Bezug auf dieselbe Person die Kurzform stehen.)
Im Normalfall muss also auf die Langformen zurückgegriffen werden, bei denen es sich im Prinzip um Substantive handelt.
Die Possessivsuffixe stehen:
- hinter Substantiven zur Bezeichnung des Besitzers (entsprechend unseren Possessivpronomina)

Die Objektssuffixe, die aus den Possessivsuffixen mittels eines hochtonigen Vokals (ʊ́/ú oder ɪ́́/í im Singular, á im Plural) erweitert sind, stehen:
- hinter transitiven Verben zur Objektsbezeichnung
- hinter intransitiven Verben zur Subjektsbezeichnung

Die Suffixe liegen jeweils in zwei Varianten vor, um die Vokalharmonie zu erfüllen.

## Substantiv

### Bestimmter Artikel
Das Tangale besitzt einen bestimmten Artikel. Dieser hat die Form eines Suffixes -ɪ/i. Wenn das Substantiv auf Vokal auslautet, wird dieser Vokal entweder verdrängt oder verschmilzt mit dem Artikel zu einem Diphthong; dies ist nicht vorhersagbar und für jedes Substantiv eigens zu lernen. Gelegentlich hat das Artikelsuffix Hochton, vor allem in dem Fall, dass ein Diphthong gebildet wird. Beispiele:
|           | ohne Artikel | mit Artikel |
| --------- | ------------ | ----------- |
| „Auge“    | ido          | idéi        |
| „Baum“    | pído         | pídi        |
| „Ding“    | waa          | wáɪ         |
| „Gast“    | pinôn        | pinóni      |
| „Haar“    | wɔɔk         | wɔɔgɪ       |
| „Haus“    | mána         | mánɪ        |
| „Kind“    | lawɔ         | lawɛ́ɪ       |
| „Knie“    | purum        | purumi      |
| „Knochen“ | wos          | woji        |
| „Kopf“    | kɪɪ          | kɪ́́ɪ̀         |
| „Mund“    | pɔk          | pɔkɪ́́        |
| „Pferd“   | tʊʊzɛ        | tʊʊzɪ       |
| „Sonne“   | pʊda         | pʊdɛ́ɪ       |
| „Wasser“  | am           | amɪ         |

### Plural
In der Regel bilden Substantive im Tangale keine Pluralform. Eine Ausnahme bilden ganz wenige lexikalisierte Fälle:
- muu „Mann, Mensch“ – míye „Menschen, Leute“
- lawɔ „Kind“ – laliin „Kinder“

### Genus
Das Tangale kennt kein grammatisches Geschlecht. Zwar haben die Pronomina der dritten Person eine Unterscheidung von Maskulinum und Femininum, doch folgt deren Verwendung einer einfachen Regel. Wenn auf Personen verwiesen wird, so ist deren natürliches Geschlecht ausschlaggebend. Wenn auf Sachen verwiesen wird, so gebraucht man grundsätzlich die Pronomina des femininen Geschlechts, das folglich als Default gilt.

### Substantiv mit Possessivsuffix
Substantive können mit Possessivsuffixen verbunden werden. Das Substantiv tritt in die Kontextform, d. h. verliert normalerweise seinen auslautenden Vokal, sofern vorhanden. Ein Teil der Substantive erhält in bestimmten Verbindungen einen Hochton. Der anlautende Konsonant der Suffixe wird oft leniert oder assimiliert. Beispiele:
- kɪɪ „Kopf“ – kɪɪnɔ „mein Kopf“ – kɪɪgɔ „dein(m) Kopf“ – kɪɪzɪ „dein(f) Kopf“ – kɪɪnɪ „sein Kopf“ – kɪɪdɔ „ihr(f) Kopf“ – kɪɪmʊ „unser Kopf“ – kɪɪgʊ „euer Kopf“ – kɪɪwʊ „ihr(pl) Kopf“
- mána „Haus“ – mánɔ „mein Haus“ – mángɔ „dein Haus“ – mánɪ „sein Haus“ – mándɔ „ihr(f) Haus“
- sʊmɔ „Name“ – sʊmnɔ „mein Name“ – sʊ́mnɪ „sein Name“
- tɔɔm „Kraft“ – tɔɔmnɔ „meine Kraft“ – tɔ́ɔmnɪ „seine Kraft“
- yaara „Arm“ – yaarrɔ „mein Arm“ – yaarrɪ „sein Arm“
- pii „Hinterseite“ – piino „hinter mir“ – piigo „hinter dir“
- lawɔ „Kind“ – láʊnɔ „mein Kind“
- kumo „Ohr“ – kumno „meine Ohren“
- agɔ „Bauch“ – anɔ „mein Bauch“
- pʊbe „Vater“ – pʊnɔ „mein Vater“
- sɛɛrɔ „Freund“ – sɛɛrrɔ „mein Freund“
- dilo „Stimme“ – dilgo „deine Stimme“
- ik „Körper“ – ino „mein Körper“ – ikíì „sein Körper“ (ziemlich unregelmäßig)

### Genitivverbindung
In der Genitivverbindung stehen Possessum und Possessor in dieser Reihenfolge. Das Possessum tritt in die Kontextform. Der Possessor zeigt normalerweise keine besondere Kasus- (also Genitiv-)markierung, erhält allerdings in einigen Fällen einen initialen Hochton (dieses Phänomen ist noch nicht genauer erklärt):
- agɔ „Bauch“ + káarwa „Kuh“ > ag káarwa „Bauch einer Kuh“
- am „Wasser“ + wɪdɪ „Brust“ > am wɪdɪ „(Wasser der Brust, d.h.:) Milch“
- pandɪ „Berg“ + kɪlaŋ (Eigenname) > pand kɪlaŋ „Tangale Peak (höchste Erhebung der Region)“
- lʊgma „Markt“ + kaldiŋo (Stadt) > lʊgʊm kaldiŋo „Markt von Kaltungo“

mit zusätzlichem Hochton:
- sʊmɔ „Name“ + lawɔ „Kind“ > sʊm láwɔ „Name eines Kindes“
- kɪ „Kopf“ + maɪ „König“ > kɪ máɪ „der Kopf des Königs“

## Adjektiv
Die Adjektivverbindung hat die Struktur Substantiv + -m + Adjektiv. Bei einem Teil der Substantive entsteht auf der letzten Silbe ein Hochton. Beispiele:
- tákarda „Buch“ + keɗe „viel“ > tákardám keɗe „viele Bücher“
- dilo „Stimme“ + baa „laut“ > dilóm baa „laute Stimme“
- tɛrɛ „Mond“ + pɔgyɔ „neu“ > tɛrɛ́m pɔgyɔ „Neumond“
- lawɔ „Kind“ + wɔrɔp „weiblich“ > lawɔm wɔrɔp „Mädchen“
- mána „Haus“ + sanaŋ „heilig“ > mánám sanaŋ „Kirche“
- baɪ „Hund“ + taɪ „rot“ > bayɪ́́m taɪ „roter Hund“
- labata „Elephant“ + kude „groß“ > labatám kude „großer Elephant“
- muu „Mensch“ + lakɪ́́daʊ „klein“ > mum lakɪ́́daʊ „kleiner Mensch“
- saba „Wort“ + nɛr „gut“ > sam nɛr „eine gute Rede“ (unregelmäßig)

## Demonstrativpronomen
Das Demonstrativpronomen „dieses“ lautet sɛ, nach Vokal und Nasal jɛ. Es folgt auf die Kontextform des Substantivs:
- muu „Mensch“ – mu jɛ „dieser Mensch“
- ɔkɔ „Weg“ – ɔk sɛ „dieser Weg“
- sɔr „Jahr“ – sɔr sɛ „dieses Jahr“
- mána „Haus“ – mán jɛ „dieses Haus“
- pído „Baum“ – píd sɛ „dieser Baum“
- tákarda „Buch“ – tákar sɛ „dieses Buch“

## Verb
Das Verb bildet eine Reihe von Tempora, von denen hier nur die wichtigsten dargestellt werden. Das Tempus ergibt sich durch die Kombination einer bestimmten Form des Subjektsausdrucks einerseits und einer bestimmten Form des Verbalstammes andererseits. Beides muss zusammenwirken, um das Tempus eindeutig zu machen.

### Aorist
Der Aorist stellt eine zeitlose Aussage dar und kann teilweise mit dem englischen simple present verglichen werden. Wenn es sich bei dem Subjekt um ein Pronomen handelt, so wird eine Form gebraucht, die verglichen mit dem oben beschriebenen „selbständigen Pronomen“ leicht reduziert und auch tonal verändert ist. Der Verbalstamm des Aorists kann als Grundform des Verbs angesehen werden. Er endet zumeist auf -ɛ/e. Die Verbalwurzel ist im Aoriststamm meist tieftonig, nur bei einigen intransitiven Verben ist sie hochtonig.

### Perfekt
Zum Ausdruck des Perfekts, der üblichsten Form zur Bezeichnung der Vergangenheit, benutzt man dieselbe Kurzform des Subjektspronomens wie im Aorist. Der Perfektstamm des Verbs wird kombiniert aus dem Aoriststamm, der meist um seinen auslautenden Vokal gekürzt wird, sowie einer Silbe -gɔ/go. Perfektformen sind immer tieftonig.

### Progressiv
Der Progressiv entspricht annähernd der englischen Progressive-Form und ist eine übliche Übersetzung unseres Präsens. Die Konstruktion ist dreiteilig: (1) Nominales Subjekt oder Subjektspronomen in seiner vollen Form wie oben in der Tabelle angegeben. (2) Ein (immer tieftoniges) Bindeelement -(ʊ)ŋ. (3) Der Progressivstamm des Verbs. Dieser endet bei transitiven Verben auf -ɪ/i, bei intransitiven Verben meist auf -ɔ/o. Außerdem zeigt der Progressivstamm gegenüber dem Aoriststamm manchmal noch einen zusätzlichen Konsonanten (wie zum Beispiel -n- beim in der nächsten Sektion dargestellten Verb für „essen“) oder eine Verhärtung des letzten Konsonanten.
Die Verbalwurzel eines Teils der Verben wird im Progressivstamm hochtonig.

### Übersicht: Subjektspronomina und Verbalstamm in drei Tempora
Es folgen die Formen für drei Tempora des Verbs „essen“. Die Person hat im Prinzip keinen Einfluss auf den Verbalstamm, auch wenn (hier nicht dargestellt) bei pluralischem Subjekt häufig der Pluralstamm des Verbs vorgezogen wird (zu diesem siehe unten).
|                            | Aorist       | Perfekt        | Progressiv       |
| 1.sg. „ich esse/aß“        | n saa        | n saagɔ        | naŋ saanɪ        |
| 2.sg.mask. „du isst/aßest“ | ka saa       | ka saagɔ       | káŋ̀ saanɪ        |
| 2.sg.fem. „du isst/aßest“  | sɪ saa       | sɪ saagɔ       | sɪ́́ŋ̀ saanɪ        |
| 3.sg.mask. „er isst/aß“    | mbɛ́ɛndám saa | mbɛ́ɛndám saagɔ | mbɛ́ɛndámʊŋ saanɪ |
| 3.sg.fem. „sie isst/aß“    | mbáastám saa | mbáastám saagɔ | mbáastámʊŋ saanɪ |
| 1.pl. „wir essen/aßen“     | mɪn saa      | mɪn saagɔ      | mɪnɪ́́ŋ̀ saanɪ      |
| 2.pl. „ihr esst/aßt“       | ma saa       | ma saagɔ       | máŋ̀ saanɪ        |
| 3.pl. „sie essen/aßen“     | anambɛɛn saa | anambɛɛn saagɔ | anambɛɛnaŋ saanɪ |

### Futur
Ein Futur wird gebildet, indem zwischen Subjekt und Progressivstamm das Element wa (vermutlich eine Kurzform von warɛ „gehen“) tritt:
- na wa saanɪ (auch verschmolzen zu: naa saanɪ) „ich werde essen“
- ká wa saanɪ (auch: káà saanɪ) „du wirst essen“

### Imperativ
Der Imperativ hat eine Endung -ʊ/u. Die Wurzel ist bei vielen Verben hochtonig:
- kɛ́nɪ „eintreten“ – kɛnʊ „tritt ein!“
- nanɛ „schlagen“ – nánʊ „schlage!“
- ambɛ „hinaufgehen“ – ámbʊ „geh hinauf!“
- ʊbɛ „zeigen“ – ʊ́pʊ „zeige!“

Der Imperativ der 2. Pers. Plural wird entweder durch Voranstellung von ma „ihr“ oder durch Bildung des Imperativs vom Pluralstamm zum Ausdruck gebracht.

### Pluralstamm
Fast jedes Verb kann einen Pluralstamm bilden. Dieses bezeichnet im Prinzip eine mehrfach ausgeführte oder wiederholte Handlung. Der Pluralstamm wird häufig gewählt, wenn das Subjekt oder Objekt des Verbs pluralische Bedeutung hat, und dient daher teilweise als Kompensation für die nicht vorhandenen Pluralformen beim Substantiv. Allerdings ist die Verwendung des Pluralstammes nicht zwingend an die Person des Subjekts oder Objekts gekoppelt. Genauere Untersuchungen zum Gebrauch wären noch notwendig.
Die Bildung des Pluralstammes ist ziemlich unregelmäßig. Beispiele finden sich in der folgenden Tabelle. Für den Pluralstamm des Aorists kann man beobachten:
- Der letzte Konsonant kann verdoppelt werden, wobei ein Vokal ʊ/u eingeschoben wird: kwaalɛ „töten“ – kwaalʊlɛ
- Oft wird statt einer Verdopplung an zweiter Stelle ein ɗ eingesetzt: warɛ „gehen“ – warʊɗɛ
- Bei Stämmen auf Dental wird statt einer Verdopplung an erster Stelle ein b/p eingesetzt: edi „essen“ – ebude
- Eine Reihe weiterer Unregelmäßigkeiten kommen vor.

Auf der Basis des Pluralstamms des Aorists ist die Bildung der anderen Tempora dann einfach: Im Perfekt wird das Suffix -gɔ/go angefügt, im Progressiv wird der Endvokal gemäß der allgemeinen Regel zu -ɪ/i oder -ɔ/o verändert:
- saaɗɛ „essen“ (Pl. Aorist) – saaɗgɔ (Pl. Perfekt) – saaɗɪ (Pl. Progressiv)

### Übersicht: Stammformen einiger Verben
Es folgt eine Übersicht über die wichtigsten Stammformen einer Anzahl von Verben:
|                      | Aorist | Perfekt | Progressiv | Aorist Plural |
| -------------------- | ------ | ------- | ---------- | ------------- |
| „aufhängen“          | looge  | lookko  | loogi      | looguke       |
| „eintreten“          | kɛ́nɪ   | kɛngɔ   | kɛ́nɔ       | kɛmbɗɛ        |
| „erkennen“           | pɔnɪ   | pɔngɔ   | pɔndawɪ    | pɔmbɗɛ        |
| „essen“              | saa    | saagɔ   | saanɪ      | saaɗɛ         |
| „essen (Fleisch)“    | haɗɛ   | haʔkɔ   | haɗɪ       | haptɛ         |
| „essen (pflanzlich)“ | edi    | edgo    | edi        | ebude         |
| „gehen“              | warɛ   | wargɔ   | wárɔ       | warʊɗɛ        |
| „hinabgehen“         | yɛkɛ   | yɛkkɔ   | yɛkɪ       | yɛkʊkɛ        |
| „hinaufgehen“        | ambɛ   | amgɔ    | ambɔ       | ambʊpɛ        |
| „kaufen“             | paadɛ  | padgɔ   | paadɪ      | paptɛ         |
| „kochen“             | dibe   | diko    | dipi       | dibuɗe        |
| „lieben“             | amdɛ   | amʊdgɔ  | amdɪ       | ?             |
| „mögen“              | lɔbɪ   | lɔkɔ    | lɔpɪ       | lɔbʊɗɛ        |
| „reif/gar werden“    | nɪyɛ   | nɪɪgɔ   | nɪɪzɔ      | nɪɪɗɛ         |
| „sagen“              | nɛɛ    | nɛɛgɔ   | nɛɛzɪ      | ?             |
| „schlagen“           | nanɛ   | nangɔ   | nánɪ       | nanʊɗɛ        |
| „sehen“              | wee    | weego   | weezi      | weeɗe         |
| „singen“             | woli   | wolgo   | wólo       | woluɗe        |
| „sterben“            | mʊdɛ   | mʊdgɔ   | mʊdɔ       | mʊptɛ         |
| „stoßen“             | tuge   | tuko    | túgi       | tuguɗe        |
| „töten“              | kwaalɛ | kwaalgɔ | kwaalɪ     | kwaalʊlɛ      |
| „tragen“             | adɪ    | adgɔ    | adgɪ       | kaɗɛ          |
| „trinken“            | ɛɛ     | ?       | ɛɛzɪ       | ɛɛbʊɗɛ        |
| „tun“                | yaa    | yaagɔ   | yaazɪ      | yaaɗɛ         |
| „umdrehen“           | pɛŋrɛ  | pɛŋurgɔ | pɛŋrɪ      | ?             |
| „vergessen“          | monde  | mongo   | mondi      | mombɗe        |
| „vorbeigehen“        | koobe  | koobgo  | koobo      | koobupe       |
| „zeigen“             | ʊbɛ    | ʊkɔ     | ʊ́pɪ        | ʊbʊɗɛ         |
| „zu Ende sein“       | kwaɗɛ  | kwaʔkɔ  | kwaɗɪ      | kwaptɛ        |

### Transitives Verb mit Objektssuffixen
Das Verb kann mit den Objektssuffixen verbunden werden. Bei transitiven Verben bezeichnet dieses ein pronominales direktes oder indirektes Objekt; zwischen beiden besteht kein formaler Unterschied. Das Objektssuffix tritt zwischen die Verbalwurzel und die Perfektmarkierung -gɔ/go.
Die Objektssuffixe der 3. Person sind wenig gebräuchlich und werden tendenziell durch die Langformen der Pronomina ersetzt.
Da beim Antritt eines Morphems das jeweils vorige Morphem seinen Auslautvokal verliert, ergeben sich recht komplizierte Verschmelzungsprodukte. Einige Beispiele:
- m mondúkko „ich habe dich(m) vergessen“ (aus monde „vergessen“ + -úko „dich“ + -go)
- m mondízgo „ich habe dich(f) vergessen“
- m monduk mbɛ́ɛndâm „ich habe ihn vergessen“ (monduk ist Kontextform von mongo)
- ka ámdʊ́ngɔ „du hast mich geliebt“ (aus amdɛ „lieben“ + -ʊ́nɔ „mich“ + -gɔ)
- ka dóngo „du hast mich gerufen“ (aus dobi „rufen“ + -úno „mich“ + -go)
- ná nɛɛd-ʊ́kɔ „dass ich dir sage“

### Intransitives Verb mit Objektssuffixen
Intransitive Verben können im Prinzip so konstruiert werden wie transitive Verben, indem sie ihr Subjekt vor dem Verb ausdrücken. Häufig wird aber das Subjekt ein weiteres Mal hinter dem Verb mit denselben Suffixen bezeichnet, die sonst als Objektssuffixe dienen. Welcher Funktionsunterschied in der Setzung bzw. Nichtsetzung dieser Objektssuffixe zum Ausdruck kommt, ist bisher nicht bekannt. Beispiele:
- n amb-ʊ́nɔ „ich gehe hinauf“
- ka amb-ʊ́kɔ „du(mask.) gehst hinauf“
- sɪ amb-ɪ́́sɪ „du(fem.) gehst hinauf“
- amb-ɪ́́nɪ „er geht hinauf“
- amb-áwʊ „sie gehen hinauf“
- n yɛk-ʊ́n-gɔ „ich ging hinab“
- naŋ tɪ́́d-ʊnɔ „ich schlafe“ (tɪdɛ „schlafen“)
- mbáastám mʊ́d-ʊ́d-gɔ „sie ist gestorben“
- mʊpt-áʊ-gʊ „sie starben“ (zum Pluralstamm mʊpte von mʊdɛ „sterben“; -gʊ aus -gɔ durch Assimilation)
- aɪ nɪ́́tkɔ „die Hirse ist reif“ (aus nɪyɛ „reif sein“ + ʊ́tɔ + gɔ)
- amɪ kwáɗ-ʊ́r-gɔ „das Wasser ist zu Ende“ (von kwaɗɛ „zu Ende sein“; -ʊ́rgɔ aus ʊ́tɔ + gɔ)

Bei Antritt der Perfektmarkierung fällt der Konsonant -n- des Objektssuffixes der 3.sg.mask. aus:
- manjɪ́́ɪgɔ „er ist alt geworden“ (statt erwartetem *manjɪ́́ngɔ aus manjɛ + ɪ́́nɪ + gɔ)

Auch an Imperative intransitiver Verben können diese Suffixe angehängt werden. Auf diese Weise lässt sich dann beim Imperativ ein Genusunterschied zum Ausdruck bringen:
- yɛkʊ oder yɛk-ʊkɔ „geh hinab!“
- wá-kɔ „geh! (mask.)“
- wá-sɪ „geh! (fem.)“

### Passiv
Wie oben beschrieben, haben intransitive Verben gegenüber transitiven Verben folgende Besonderheiten:
- Im Aorist manchmal Hochton auf der Wurzel
- Im Progressiv typischerweise die Endung -ɔ/o statt -ɪ/i

Man kann solche Formen grundsätzlich auch von allen transitiven Verben bilden, wodurch diese passiven Sinn erhalten. Davon abgesehen ändert sich an der Konstruktion nichts:
- n wee „ich sehe“ – n wéè „ich werde gesehen“
- n lɔbɪ „ich mag“ – n lɔ́bɪ „ich werde gemocht“
- ɛɛ „trinken (Aorist)“ – amɪ́́ ɛ́ɛ̀ „das Wasser wird getrunken“ („das Wasser“ heißt amɪ; hier färbt der Hochton des Verbs auf die letzte Silbe des vorangehenden Subjekts ab)
- na wa ɛɛz âm „ich werde Wasser trinken“ (ɛɛz Kontextform von ɛɛzɪ) – am wa ɛɛzɔ „Wasser wird getrunken werden“

Auf dieselbe Weise werden transitiv-intransitive Paare von Verben gebildet wie:
- n yɛdɛ „ich ändere“ – n yɛ́dɛ „ich ändere mich“

### Nebensatzformen
Es existieren spezielle Tempusformen, die Nebensatzbedeutung haben. Im Progressiv entfällt einfach das Verbindungselement ŋ:
- na-ŋ koobo „ich gehe vorbei“ – na koobo „indem ich vorbeigehe“
- ká-ŋ̀ koobo „du gehst vorbei“ – ká koobo „indem du vorbeigehst“

Im Perfekt verwendet man an Stelle des Suffixes -gɔ/go ein Suffix -nʊ/nu, das einen Hochton auf der Wurzelsilbe hervorruft:
- n saagɔ „ich aß“ – n sáanʊ „indem ich aß“
- n ʊkɔ „ich zeigte“ – n ʊ́nʊ „indem ich zeigte“

## Präpositionen
Das Tangale besitzt Präpositionen:
- kɪ „auf“ – kɪ tʊʊzɛ „auf einem Pferd“
- tá „in“ – tá kɪtɔŋ „im Himmel“ – tá kúmno „am Morgen“

Die Verbindung von Präpositionen mit Pronomina ist schlecht dokumentiert. Hinter ka „mit“ wird eine nasalierte Variante des selbständigen Pronomens gebraucht:
- ka „mit“
- ka na „mit mir“
- ka ŋa "mit dir(mask.)
- ka njɪ „mit dir(fem.)“
- ka yi „mit ihm“; ka mbɛ́ɛndâm ist auch möglich
- ka nda „mit ihr“; ka mbáastâm ist auch möglich

## Syntax
Die normale Wortstellung ist im Tangale Subjekt – Verb – Objekt.

### Objekt
Das Objekt folgt dem Verb. Dieses verliert seinen Endvokal, da es in die Kontextform tritt. Das Objekt selbst hat entweder keine besondere Markierung oder bekommt am Anfang einen Hochton (falls einsilbig, einen Fallton):
n deeruk tákarda tɔŋ
ich hob Buch hoch
„ich hob das Buch hoch“
(deeruk ist Kontextform von deer-go)
na wa aŋ kɪ́́nɪ
ich FUT bezahlen Geld-das
„ich werde das Geld bezahlen“
(an ist Kontextform von anɪ; kɪna „Geld“, hier mit suffigiertem bestimmtem Artikel)
wii bɪdʊk máni
Feuer verbrannte Haus-das
„ein Feuer verbrannte das Haus“
(bɪdʊk ist Kontextform von bɪdgɔ; mána = „Haus“)
n eduk kɔ́ndɔ
ich aß Erdnuss
„ich aß Erdnüsse“
(kɔndɔ = „Erdnuss“)
na wa ed kɔ́ndɔ
ich FUT essen Erdnuss
„ich werde Erdnüsse essen“
m pɛyʊk túrum
ich erschoss Löwe
„ich erschoss einen Löwen“
(turum = „Löwe“)
n weez múù
ich sehe Mann
„ich sehe einen Mann“
(weez ist Kontextform von weezi; muu = „Mann“)
ɛ âm
trinken Wasser
Wasser trinken
(ɛ ist Kontextform von ɛɛ; am = „Wasser“)

### Negation
Ein Satz wird negiert, indem die Negation -m (zum Teil hochtonig) an das Verb angehängt wird; ansonsten kommt es zu keinen Veränderungen:
- naŋ saanɪ „ich esse“ – naŋ saanɪ́́m „ich esse nicht“
- n lɔkɔ „ich habe zugestimmt“ – n lɔkɔ́m „ich habe nicht zugestimmt“

### Frage
Satzfragen werden oft durch eine finale Partikel gekennzeichnet, z.B. -ma:
ma yaa-g wʊ́tɛn-ɪ kɔ́ŋ ma
ihr tun-PERF Arbeit-die gut FRAGE
„habt ihr die Arbeit gut gemacht?“
Der Bau von Wortfragen ist unzureichend dokumentiert. Einige Beispiele sind:
kâŋ wak njo
du.PROGRESSIV gehen wo
„wohin gehst du?“
ka weegó nâŋ
du sah was
„was hast du gesehen?“
(nâŋ „was“ erzeugt einen Hochton auf der vorangehenden Silbe)
sab-ɪ́́ nâŋ
Wort-das was
„was ist das Wort“ = „was ist los?“

### Nichtverbalsatz
Wenn ein Substantiv als Prädikat fungiert, ist anders als im Deutschen keine Kopula nötig:
- na maɪ „ich bin der König“
- sɪ́́ wɔrɔp „du bist eine Frau“
- sʊ́m-nɪ karga „sein Name ist Karga“
- mbáastám kɔlɔtɪ „sie ist Witwe“
- ká nɔ̂ŋ „wer bist du?“

Ein Element á, das z. T. auch den Folgevokal hochtonig macht, kann mit „das ist“ übersetzt werden:
- á kɔŋ „das ist gut“
- á áɪ̀ „das ist Hirse“ (aɪ „Hirse“)

## Wortschatz
Einige Elemente aus dem Grundwortschatz:
| Auge   | ido   |
| drei   | kunuŋ |
| eins   | dɔk   |
| essen  | saa   |
| Frau   | wɔrɔp |
| fünf   | pʊwaʔ |
| geben  | oni   |
| gehen  | warɛ  |
| groß   | kude  |
| gut    | kɔŋ   |
| Hand   | paka  |
| hören  | kʊmɛ  |
| Mann   | wáana |
| Mund   | pɔk   |
| Name   | sʊmɔ  |
| sagen  | káa   |
| sehen  | wee   |
| vier   | sɛrɛɪ |
| Wasser | am    |
| wissen | pɔnɪ  |
| zwei   | rap   |